# 萨图帕伊泰阿
萨图帕伊泰阿（Satupa'itea）是萨摩亚的一个政治区，位于薩瓦伊島。面积127平方公里，人口5,556人（2001年统计）。该区包含4个村。
萨图帕伊泰阿位於薩瓦伊島南部，其行政區並未全部相連。
13°38′S 172°38′W / 13.63°S 172.63°W